# Église catholique au Bénin

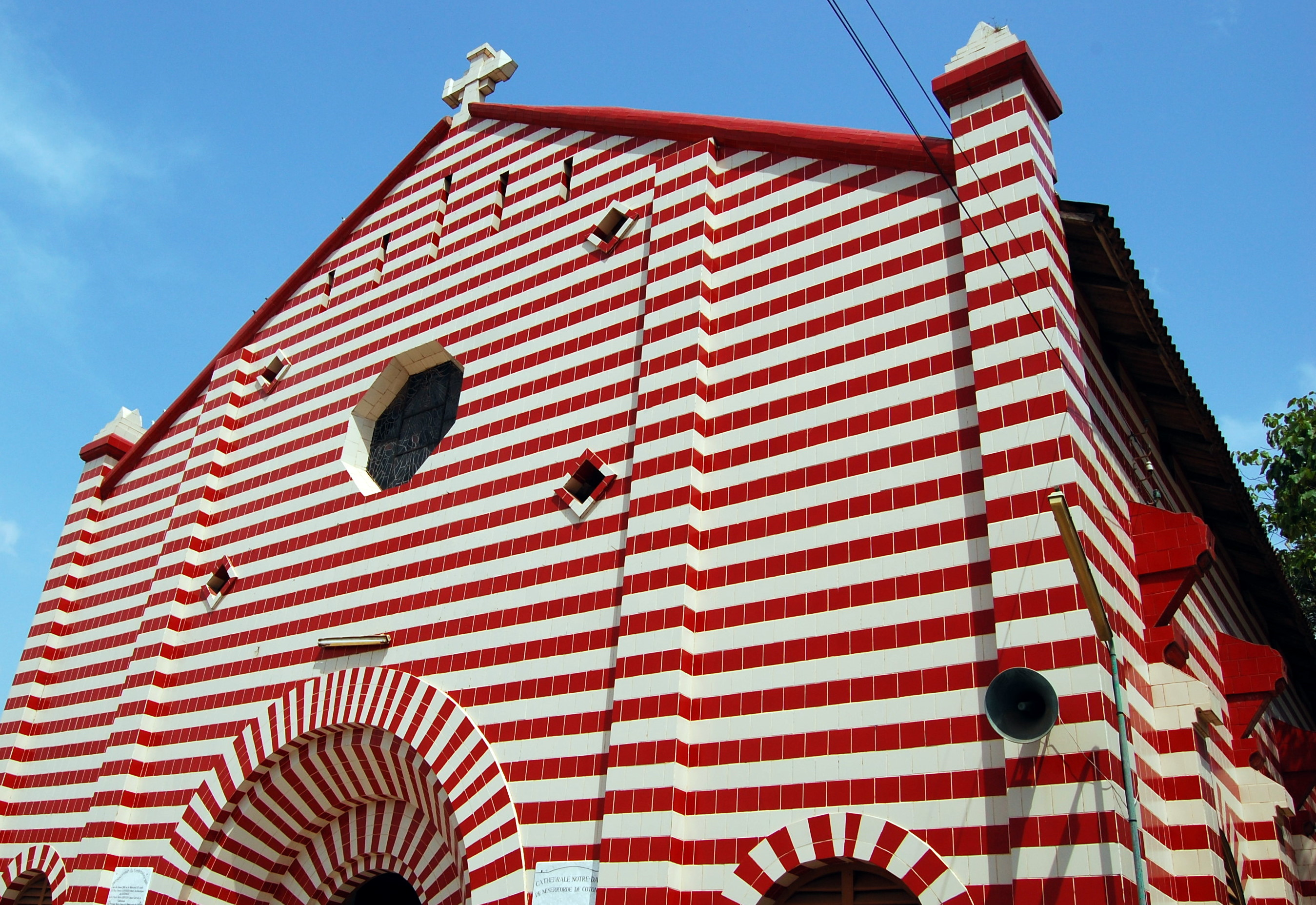
Cathédrale de Cotonou.

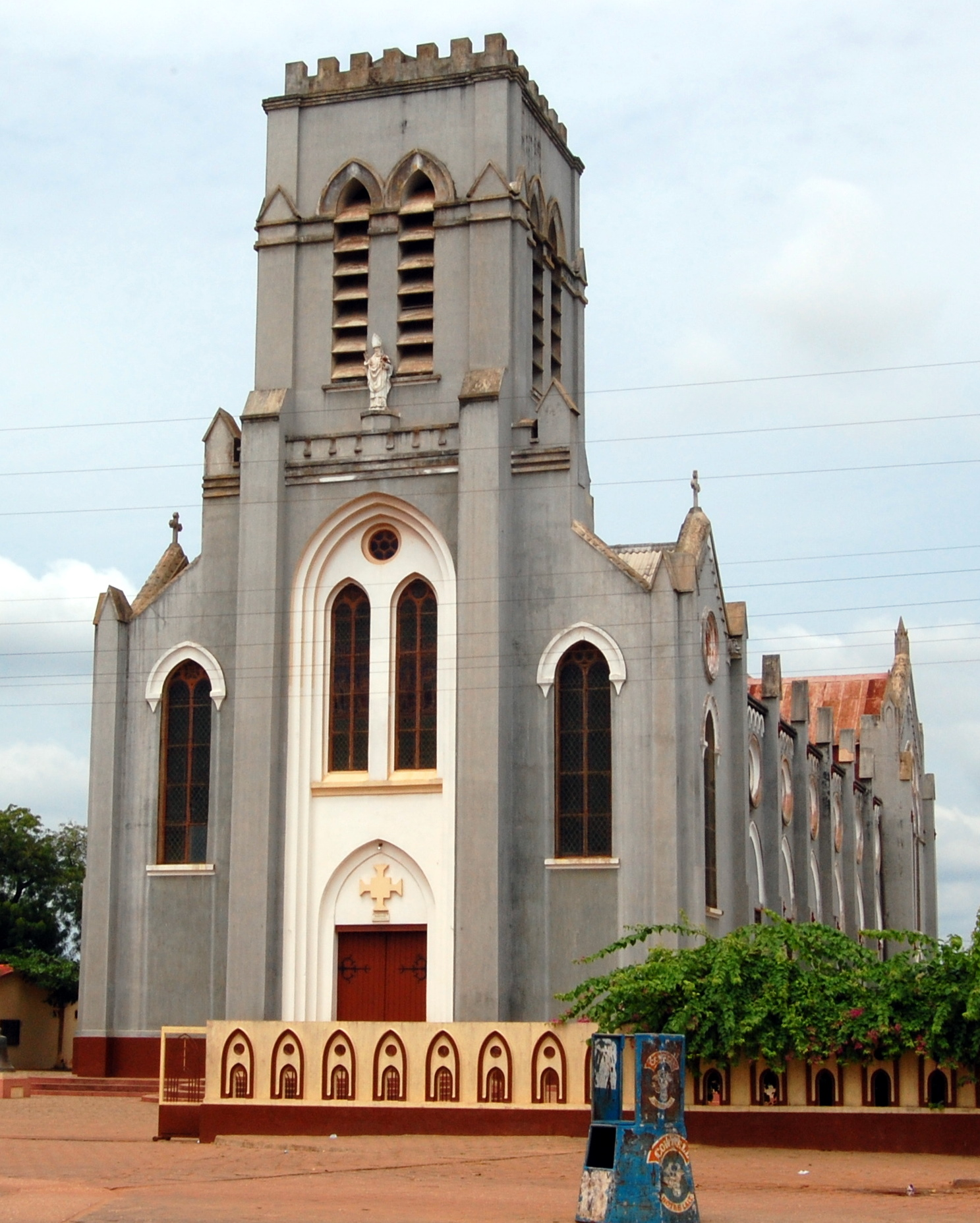
Basilique de Ouidah.

L’Église catholique au Bénin fait partie de l'Église catholique mondiale, sous la direction spirituelle du pape à Rome.
On estime à 1,5 million le nombre de catholiques baptisés en République du Bénin, soit environ 23 % de la population, répartis dans dix diocèses et archidiocèses. Il y a 440 prêtres et 900 hommes et femmes dans les ordres religieux. Mgr Rubén Darío Ruiz Mainardi (en) est le nonce apostolique près du Bénin et du Togo.

## Historique
L'Église catholique du Bénin a donné à la Curie romaine l'un de ses évêques les plus estimés, l'archevêque Bernardin Gantin de Cotonou, comme cardinal préfet de la Sacrée Congrégation pour les évêques et comme doyen du Sacré Collège des cardinaux. Il a travaillé en étroite collaboration et était un ami personnel à la fois du pape Jean-Paul II, qui l'a amené à Rome, et de Benoît XVI, qui a parlé de lui lorsqu'il a visité sa tombe à Ouidah, au Bénin, en novembre 2011, dans le cadre d'une visite dans ce pays.
Au Bénin, la hiérarchie se compose de :

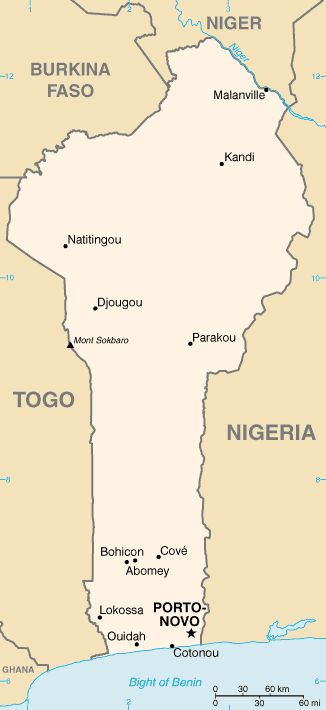
Carte du Bénin.

- Cotonou
  - Abomey
  - Dassa-Zoumé
  - Lokossa
  - Porto Novo
- Parakou
  - Djougou
  - Kandi
  - Natitingou
  - N'Dali